# 알랑 생막시맹
알랑 이레네 생막시맹(프랑스어: Allan Irénée Saint-Maximin, 1997년 3월 12일 ~ )는 프랑스의 축구 선수이다. 포지션은 윙어이며, 현재 멕시코 리가 MX의 아메리카에서 뛰고 있다.